# Teoria sociale cognitiva
La teoria sociale cognitiva o teoria sociocognitiva è una teoria psicologica elaborata inizialmente dallo psicologo canadese Albert Bandura con ripercussioni nella psicologia dello sviluppo, psicologia dell'educazione e nella psicologia sociale e anche sul versante dello studio della personalità. Da questo modello hanno preso il via numerosi altri ricercatori, costituendo una corrente di pensiero che prende le mosse dal cognitivismo, e costruisce un'analisi delle condotte individuali incentrata sui contesti sociali che vedono tali condotte esprimersi.

## Contributi della teoria sociale cognitiva
I contributi di maggior rilievo riguardanti la teoria sociale cognitiva, sono riconducibili a 3 linee strutturali: le ricerche sull'apprendimento sociale di Albert Bandura, l'abbandono di un'ottica esclusivamente disposizionale ed individuale, i contributi del filone di studio cognitivo - sociale.

### Albert Bandura: dall'apprendimento sociale alle convinzioni di autoefficacia
Un primo pilastro fondante il cognitivismo sociale è stato identificato nelle ricerche di Albert Bandura e colleghi sull'apprendimento per osservazione. Esse hanno infatti ampliato le conoscenze sui processi di apprendimento, richiamando l'attenzione sui diversi modi in cui le esperienze sociali contribuiscono alla personalità e alla regolazione della condotta. 
Bandura, distanziandosi significativamente dall'allora declinante comportamentismo, sottolineava come l'apprendimento non avvenga solo per contatto diretto con gli elementi che influenzano la condotta, ma come esso possa essere mediato attraverso l'osservazione di altre persone attraverso un processo di modellamento. Entro questa prospettiva, l'accento inizia ad essere posto sulle strutture cognitive alla base dei comportamenti, in termini di aspettative, attribuzioni causali, valutazioni sulle capacità proprie ed altrui. La riflessione di Bandura sul costrutto indicato con il nome di “autoefficacia percepita” (perceived self efficacy), segna il punto di approdo degli sviluppi della teoria dell'apprendimento sociale e la nascita della teoria sociale cognitiva (Bandura, 1997).
Nella teoria sociocognitiva l'agentività umana opera all'interno di una struttura causale interdipendente che coinvolge una causazione reciproca triadica.
L'agentività (agency) è la facoltà di far accadere le cose, di intervenire sulla realtà, di esercitare un potere causale.
L'agente (agent) è qualcosa o qualcuno che produce o è capace di produrre un effetto: una causa attiva o efficiente.
Caratteristica essenziale dell'agentività personale è la facoltà di generare azioni mirate a determinati scopi.
I fattori personali interni (eventi cognitivi, affettivi e biologici), il comportamento e gli eventi ambientali operano come fattori causali interagenti che si influenzano reciprocamente in modo bidirezionale.
Il fatto che le tre classi di fattori causali si influenzino reciprocamente non significa che esse abbiano lo stesso peso.
La loro relativa influenza varierà a seconda delle attività e delle circostanze.
Le mutue influenze e i loro effetti reciproci non compaiono simultaneamente come un'entità olistica. Ci vuole tempo perché un fattore causale eserciti una sua influenza.
Non esiste una distinzione dicotomica fra una struttura sociale non rappresentata da persone e un'agentività personale decontestualizzata.
troviamo sempre un'interazione dinamica fra gli individui e coloro che presiedono alle operazioni istituzionalizzate dei sistemi sociali. Tale interazione implica transazioni in cui si producono effetti fra i funzionari istituzionali e coloro che cercano di adattarsi alle loro pratiche o di modificarle.

#### L'agenticità umana (agenzia interna, o "Sistema del Sé")
Il concetto di agenticità umana (human agency), punto cardine dell'intera teoria social cognitiva, può essere definito come la capacità di agire attivamente e trasformativamente nel contesto in cui si è inseriti. Tale funzione umana, che riguarda sia i singoli individui sia i gruppi, operativamente si traduce nella facoltà di generare azioni mirate a determinati scopi. Nella valutazione del ruolo dell'intenzionalità Bandura distingue la condotta mirata al raggiungimento di un risultato, dagli effetti che l'esecuzione di tale corso d'azione produce.
L'agenticità è intesa come una funzione riguardante gli atti compiuti intenzionalmente, indipendentemente dal loro esito.
Punto di partenza nello studio di questa facoltà è la convinzione di poter esercitare attivamente una influenza sugli eventi. Questo orientamento proattivo è inserito da Bandura in un approccio multi-dominio relativo alle determinanti della condotta. Tale approccio riconosce che la maggior parte del comportamento umano sia determinato da molti fattori interagenti tra loro. 
Bandura identifica tre classi di cause che influenzano la condotta: 
1. I fattori personali interni, costituiti da elementi cognitivi, affettivi e biologici;
2. Il comportamento messo in atto in un dato contesto;
3. gli eventi ambientali che circoscrivono l'individuo e la condotta.

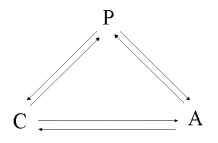
Teoria del reciproco determinismo triadico di Albert Bandura (C=condotta; P=personalità; A=ambiente)

L'agenticità umana opera all'interno di una struttura causale interdipendente che coinvolge questi tre nuclei d'influenza in una relazione reciproca e triadica. Il peso dell'influenza dei fattori presi in considerazione varia a seconda delle attività, delle circostanze, e del tempo necessario ad un elemento per sviluppare i suoi effetti.
Un valore centrale nel determinare i cambiamenti e gli sviluppi delle condotte delle persone è attribuito da Bandura ai sistemi sociali. L'autore riconosce che l'agenticità opera entro una rete di influenze sociali e strutturali. Nelle transazioni tra questi domini le persone risultano sia produttori sia prodotti dei sistemi sociali che regolano la loro condotta. Le strutture sociali, il cui scopo è organizzare e regolare l'attività degli individui e dei gruppi, sono esse stesse una creazione delle persone che le costituiscono. Tali luoghi, a loro volta, impongono vincoli e forniscono risorse per lo sviluppo delle persone e dei gruppi che ne fanno parte. Le strutture sociali e organizzative forniscono una serie di pratiche sociali condivise, mentre all'interno di tali regole rimane molta variabilità personale per quanto riguarda la loro applicazione. Bandura evidenzia come le persone con un elevato grado di agenticità sappiano trarre vantaggio dalle opportunità offerte dalle strutture sociali, e costruire modi per aggirare i vincoli istituzionali della stessa struttura. Al contrario le persone inefficaci sono meno capaci di sfruttare le risorse offerte dal sistema, e più soggette a scoraggiamenti in caso di problemi imposti da esso.
Nello sviluppo di tale ottica multi-dominio, gli effetti che la condotta produce sia sull'individuo che sull'ambiente, sono analizzati in termini probabilistici, piuttosto che deterministici. Il concetto di probabilismo viene sottolineato con molta enfasi da Bandura a proposito del ruolo che gli accadimenti causali hanno nel corso dello sviluppo individuale.
Si ricerca in sintesi un approccio interazionista allo studio delle condotte degli individui. Nelle caratteristiche intrinseche all'interazionismo definite dal reciproco determinismo triadico, l'azione si configura sia come stimolo che come risposta rispetto alla personalità e all'ambiente.
Le azioni delle persone, ed i loro effetti, danno forma alle competenze, ai sentimenti, alle credenze sul sé. La circolarità del modello P (persona) C (comportamento) A (ambiente), è incentrata sulla definizione di due tipi di esiti del comportamento: i risultati esterni, e le reazioni di autovalutazione. Tali conseguenze possono risultare complementari o contrapposte, con esiti assolutamente diversi in termini di raggiungimento degli scopi prefissati.

#### Le capacità personali
Un ruolo centrale è ricoperto dalle capacità personali. Attraverso tali processi cognitivi, le persone sono in grado di conoscere sé stesse ed il mondo, al fine di regolare in esso il proprio comportamento. In particolare, Bandura identifica cinque capacità di base:
- la capacità di simbolizzazione, che corrisponde alla capacità delle persone di rappresentare simbolicamente la conoscenza. Il linguaggio rappresenta l'esempio più evidente della capacità cognitiva di ragionare usando simboli astratti.
- La capacità vicaria, ovvero la capacità di acquisire conoscenze, abilità o competenze mediante l'osservazione o il modellamento di altre persone.
- La capacità di previsione, ovvero la capacità di anticipare gli eventi futuri, estremamente rilevante sia a livello emotivo che motivazionale, in termini, per esempio, di timore degli eventi avvenire.
- La capacità di autoregolazione, che corrisponde alla capacità di stabilire obiettivi e di valutare le proprie azioni facendo riferimento a standard interni di prestazione.
- La capacità di autoriflessione, che corrisponde alla capacità di riflettere in modo consapevole su noi stessi.

Queste capacità, pur essendo funzionalmente distinte, operano abitualmente in sinergia. Le persone regolano la propria vita emotiva e sociale grazie al sistema interagente di processi autoreferenziali che derivano dalle capacità di base. Stabilire obiettivi, monitorare il comportamento in funzione di standard personali, prevedere gli esiti delle azioni in relazione al contesto entro il quale si agisce, valutare e riflettere sulle capacità di affrontare le sfide future, e trarre vantaggio dall'esperienza propria ed altrui, consentono alle persone di esercitare quell'autoinfluenza alla base dei processi di causazione reciproca e rendono possibile l'agenticità umana.

#### Condotta proattiva e convinzioni di efficacia
Bandura identifica nel senso di efficacia l'elemento chiave per l'analisi dell'agenticità umana. Le credenze delle persone riguardanti la loro efficacia nel gestire gli eventi, influenzano le scelte, le aspirazioni, i livelli di sforzo, di perseveranza, la resilienza, la vulnerabilità allo stress ed in generale la qualità della prestazione. L'efficacia personale è intesa come una capacità generativa in cui le sottoabilità cognitive, sociali, emozionali e comportamentali sono coordinate e organizzate in maniera efficiente per assolvere a scopi specifici.
Le convinzioni di efficacia esercitano la propria funzione agentica in modo diverso a seconda del dominio d'azione e del contesto analizzato. 

#### Fonti esperienziali dell'autoefficacia
Le convinzioni riguardo alla propria efficacia personale costituiscono uno degli aspetti principali della conoscenza di sé. Bandura identifica quattro fonti di informazioni principali per la costruzione dell'efficacia: 
1. Le esperienze comportamentali dirette di gestione efficace, che hanno la funzione di indicatori di capacità.
2. Le esperienze vicarie e di modellamento (cardine della teoria dell'apprendimento sociale), che alterano le convinzioni di efficacia attraverso la trasmissione di competenze e il confronto con le prestazioni ottenute dalle altre persone.
3. La persuasione verbale ed altri tipi di influenza sociale, che infondono e costituiscono la possibilità di possedere competenze da sperimentare.
4. Gli stati fisiologici ed affettivi, in base ai quali le persone giudicano la loro forza, vulnerabilità, reattività al disfunzionamento.

Ogni mezzo di influenza, sia esso sociale, cognitivo o affettivo, a seconda della sua natura, può operare attraverso una o più di questi canali di informazione e costruzione dell'efficacia. 
Benché ci siano alcuni processi cognitivi alla base dell'elaborazione aggregativa dei giudizi di efficacia a partire dalle sue fonti, la formazione di un'idea di sé tiene conto delle possibili valutazioni altrui, e può risultare pericolosa per l'autostima, ed instaurare dinamiche distorcenti a scopo difensivo.
Oltre all'effetto di distorsione dei giudizi legato agli stati emotivi, le persone mostrano capacità cognitive di integrare informazioni multidimensionali limitate. La capacità di selezionare, ponderare, e integrare le informazioni di efficacia rilevanti, migliora con lo sviluppo delle abilità autoregolatorie. In questo senso la verifica delle proprie capacità autovalutative richiede non solo la conoscenza delle proprie capacità, ma anche la comprensione dei tipi di abilità richiesti per la specifica prestazione.

### Interazione tra sfera emotiva e cognitiva
Il secondo contributo riguarda la critica che Mischel (1968) ha rivolto alle teorie disposizionali e psicodinamiche, attraverso la proposta di un insieme di variabili cognitivo-sociali per indagare la personalità. Mischel ha identificato i meccanismi cognitivi che facilitano il controllo degli impulsi, elaborandoli sia in termini di influenze contestuali che di differenze individuali (vedi personalità). Esperimenti in questo senso dimostrano come i bambini siano maggiormente in grado di aspettare per ottenere un premio più desiderabile nel caso in cui i premi siano al di fuori della loro vista, e nel caso in cui siano in grado di attuare strategie cognitive che li distraggano dalle proprietà attraenti del premio. 
I contributi di Mischel e colleghi evidenziano anche come la capacità di dilazione della gratificazione sia legata anche alle differenze individuali stabili nel tempo. Essi dimostrano come la capacità di dilazione rappresenti uno stabile indicatore di autocontrollo, tanto più quanto la dilazione della gratificazione risulti difficile.
Allo scopo di sintetizzare questo filone di ricerca, Mischel (1999) ha elaborato una teoria che sintetizza la ricerca sulla dilazione della gratificazione come un indicatore dell'autocontrollo regolato da due sistemi psicologici: un sistema caldo (legato ad impulsi endogeni che spingono ad agire) che regola gli stati emotivi, e un sistema freddo (metacognizioni riguardanti la conoscenza di sé, le abilità di elaborazione cognitiva). Rimuovere dalla percezione i premi per un mancato autocontrollo e istruire le persone sulle condotte cognitive da adottare, rappresentano strategie che spostano l'attenzione degli individui verso le proprietà fredde, disattivando il sistema caldo e favorendo la dilazione della gratificazione. Mischel evidenzia come il sistema freddo, in particolare le conoscenze metacognitive richieste per il controllo degli stati emotivi, si consolidi nel tempo, fino a costruire stabili differenze individuali che rendono conto della continuità degli esiti della vita.

### Il filone degli studi cognitivo-sociali
Il terzo fondamentale elemento di sviluppo della teoria sociale cognitiva proviene dall'esteso filone della psicologia cognitivo-sociale, incentrati sull'individuazione dei processi psicologici generali attivi nella cognizione sociale.
Da un altro punto di vista questo filone si è occupato delle differenze individuali stabili nelle strutture cognitive sottostanti al giudizio, all'emozione, alla motivazione.

#### La teoria della discrepanza del Sé e la genesi di emozioni negative
Tory Higgins, a partire dagli studi sull'accessibilità e la disponibilità dei costrutti cognitivi, ha identificato una teoria che indaga le cause degli stati emotivi negativi.
Higgins evidenzia come differenti rappresentazioni dei tipi di discrepanza del Sé siano collegati a differenti tipi di emozioni:
- Un dominio del Sé, che comprende il Sé attuale (la propria rappresentazione degli attributi che si ritiene che qualcuno, se stesso o un altro significativo, crede che possediamo), un Sé ideale (la propria rappresentazione degli attributi che si ritiene che qualcuno, se stesso o un altro significativo, crede che si dovrebbero idealmente possedere), un Sé normativo (la rappresentazione degli attributi che si ritiene che qualcuno, se stesso o un altro significativo, crede che si dovrebbero possedere).
- Un punto di vista del Sé (proprio, e dell'Altro significativo).

Discrepanze tra il proprio Sé attuale e il proprio Sé ideale significano un'assenza di esiti positivi (a livello di rappresentazioni individuali), ed un vissuto legato all'abbattimento e alla depressione (disappunto, insoddisfazione, tristezza). Più nel dettaglio, discrepanze del proprio Sé attuale con il proprio Sé ideale sviluppano emozioni legate alla frustrazione, al "non completo"; mentre una discrepanza tra il proprio Sé attuale con il Sé ideale dell'Altro significativo porta ad emozioni come vergogna e imbarazzo.
Diversamente, una discrepanza tra il proprio Sé attuale ed il proprio Sé normativo significa la presenza di vissuti negativi, legati a senso di colpa e disprezzo di sé. Discrepanze legate al proprio Sé normativo, portano a emozioni legate alla propria debolezza morale, alla propria mancanza di valore e indegnità. Discrepanze tra Sé attuale e Sé normativo costruito su aspetti sviluppati dall'altro generalizzato, portano ad emozioni legate alla paura o sensazione di essere minacciato.
Le discrepanze del Sé sono analizzate in termini di disponibilità (costrutti presenti in memoria e adoperati per elaborare nuove informazioni) ed accessibilità (la leggibilità di un costrutto immagazzinato nell'elaborazione delle informazioni) per identificare quanto essi influiscono sulla condotta. L'accessibilità (quanto un costrutto immagazzinato viene in mente) rappresenta allora un predittore della disponibilità (quanto un costrutto immagazzinato modifica il processo di costruzione della realtà).
L'ipotesi generale alla base della teoria della discrepanza del Sé è che maggiore è l'intensità delle discrepanze (misurabili in termini di accessibilità e disponibilità), maggiore sarà il disagio emotivo associato a quella specifica discrepanza.
La misura è sviluppata attraverso dei test carta-matita volti ad indagare gli attributi associati ad ogni rispettivo Sé. In tali questionari sul Sé si può richiedere ai rispondenti di elencare almeno 10 tratti o attributi per ognuno degli stati del Sé (attuale, ideale proprio, ideale dell'altro generalizzato, normativo proprio, normativo dell'altro generalizzato), definiti nelle istruzioni del questionario. Per esempio: "elenca gli attributi del tipo di persona che pensi di essere attualmente", oppure: "elenca gli attributi che la tua famiglia (o amici o colleghi) vorrebbe che tu sia (normativo dal punto di vista dell'altro generalizzato). Poiché i rispondenti hanno spontaneamente creato la lista di aggettivi associati agli stati del Sé (e non gli sono stati "pre-forniti" dal ricercatore), si è accresciuta di molto la loro rilevanza per il singolo, e quindi la validità dei dati.

#### Obiettivi di performance e obiettivi di sviluppo
Il contributo di Carol Susan Dweck rappresenta forse il più esemplificativo negli studi sull'interazione tra processi psicologici di base e contesto sociale. Questi autori definiscono un modello sociale cognitivo di personalità che attribuisce all'obiettivo che ciascuno si prefigge la caratteristica di influenzare il comportamento. Entro questo orientamento di ricerca, viene operata la differenza tra obiettivi legati all'apprendimento e obiettivi legati alla performance. Dweck e colleghi affermano che le teorie implicite influenzano la tipologia di obiettivi da perseguire, e, più in generale, gli orientamenti motivazionali con cui la persona elabora la condotta. 
In questo senso studi riguardo l'influenza delle teorie implicite sull'intelligenza hanno dimostrato che la concezione dell'intelligenza come disposizione fissa e immutabile, sia legata alla proposizione, attraverso la condotta, di obiettivi performativi, mentre una visione dell'intelligenza come una qualità malleabile porti alla proposizione di obiettivi di apprendimento. 
Questo stesso modello è stato generalizzato anche ad altre capacità oltre l'intelligenza, come i comportamenti sociali e morali. Dweck e colleghi evidenziano inoltre come gli obiettivi orientati alla performance abbiano la funzione difensiva di ricercare conferme del proprio valore, attraverso la messa alla prova, e come essi siano spesso associati a condotte deboli e non adattive. Gli obiettivi di apprendimento sono invece più spesso legati a condotte adeguate e caratterizzate da una maggiore, e più efficace, persistenza.
Come emerge dalla complessità degli ambiti teorici qui brevemente introdotti attraverso questi autori esemplificativi, da essi non è derivata un'unica teoria, ma un insieme coerente ed organico di prospettive sociali cognitive tra loro collegate, che costituiscono un quadro teorico integrato per un'analisi della personalità in senso interazionista, dinamico, contestuale, incentrato su strutture e processi.

## Caratteristiche dell'approccio sociale cognitivo
In base a tutte queste considerazioni, gli assunti di base dell'approccio sociale cognitivo possono essere sintetizzati in alcune definizioni chiave: 

- La personalità, intesa come sistema aperto, caratterizzato da elementi funzionali afferenti alla sfera cognitiva ed emotiva che emergono dalle interazioni dell'individuo con il contesto, allo scopo di regolarne la condotta e lo sviluppo.
- Le capacità, intese come caratteristiche dell'individuo alla base della sua interazione con l'ambiente circostante. Albert Bandura identifica cinque capacità di base: la capacità di simbolizzazione, vicaria, di previsione, di autoregolazione, di autoriflessione. Esse assegnano a ciascuna persona un ruolo proattivo, selettivo e trasformativo nei confronti dell'ambiente.
- La condotta, sorretta e guidata da strutture cognitivo-valutative (convinzioni di efficacia personale, aspettative e standard personali) che attestano le modalità in cui le capacità sono state messe alla prova ed organizzate nel corso dello sviluppo.
- Le mete, ovvero ciò che l'individuo si prefigge e le strategie che vengono impiegate per il raggiungimento, e che regola la sua motivazione. Esse riflettono la capitalizzazione dall'esperienza, e determinano il grado in cui l'individuo è capace di concertare l'espressione delle proprie capacità e la realizzazione delle proprie potenzialità con le opportunità e i vincoli delle circostanze.

L'elemento unificatore che caratterizza l'intero paradigma sociale cognitivo è dato dall'obiettivo teorico di sviluppare un linguaggio comune per la comprensione della consistenza e della variabilità del comportamento sociale. Questo approccio sottolinea come non sia necessario sviluppare due distinti sistemi concettuali per rendere conto della consistenza della personalità e della variabilità situazionale. È possibile identificare alcuni principi generali del funzionamento psicologico e fare riferimento ad essi per spiegare sia le differenze individuali sia le influenze situazionali.

## Unità d'analisi
Le teorie sociali cognitive sono tutte chiaramente definite dalle unità d'analisi utilizzate per concettualizzare i processi generali, alla base del dispiegamento delle differenze individuali e delle influenze ambientali. Entro questo approccio la personalità (nell'accezione estesa prima citata, non nell'ottica limitatamente disposizionale criticata da Mischel) è compresa unitamente ai processi cognitivi ed emotivi di base che (1) si sviluppano nei contesti sociali, e (2) sono attivati da elementi provenienti dall'ambiente sociale. In tal senso questi processi vengono definiti sociali cognitivi.
I meccanismi psicologici oggetto d'analisi sono definiti come sistemi coerenti che operano congiuntamente. Questi processi non costituiscono delle forze indipendenti, ma vengono delineati come un sistema unitario e globale, composto da processi funzionalmente distinti che interagiscono e si influenzano reciprocamente nel corso dell'esperienza. La coerenza del funzionamento della personalità si configura, allora, come una proprietà emergente dalle interazioni tra i molteplici meccanismi psicologici sottostanti. In questo senso Mischel ritiene che le interazioni tra questi sistemi siano così forti da indurre la necessità di postulare la personalità come un sistema cognitivo-affettivo. Attraverso tale visione globale dei processi sottostanti al costrutto della personalità, l'individuo si caratterizza per la stabile organizzazione degli elementi cognitivi ed affettivi che costituiscono la struttura della persona. Le differenze individuali nascono dalle differenti forme di interazione tra elementi cognitivi ed affettivi, a loro volta legate ai differenti contesti socio-ambientali che promuovono o inibiscono alcune interdipendenze a favore di altre. 

La prospettiva sociale cognitiva, per meglio spiegare e gestire l'interazione tra i processi individuali, e l'ambiente circostante, opera attraverso unità d'analisi incentrata sulla persona nel contesto. Ne risulta che le variabili di personalità siano specifiche e localmente contestualizzate. Le competenze, gli obiettivi, le convinzioni di autoefficacia, gli standard valutativi sono elaborati specificatamente in relazione alle circostanze ed ai compiti che costituiscono la realtà contestuale degli individui. Tali unità d'analisi delineate, infatti, operano attraverso modalità di funzionamento “dominio-specifiche”, e non prescindono dai vincoli e dai risorse del contesto entro cui l'azione si sviluppa.